# Мани (полуостров)
Ма́ни (греч. Μάνη, также известный как Майна), также Тенарский полуостров — полуостров на территории южной Греции, представляет собой одну из трёх оконечностей более крупного полуострова Пелопоннес. Выдвигается на юг мысом Тенарон (Матапан).
Естественная южная граница полуострова — Средиземное море и его заливы Месиниакос на востоке и Лаконикос на западе. Мани, расположенный посередине, в свою очередь состоит из двух частей — Внешнего Мани и Внутреннего Мани, разделённых ущельем у Итилона. Природа Внешнего Мани более богата и разнообразна. В окрестностях Кардамили находятся ущелья Вирос и Ступа, имеются пляжи. Гора Тайгет пользуется популярностью у альпинистов и туристов. На Внутреннем находится город Йитион. Популярны среди туристов также находящиеся около города Ареополис пещеры Диру.

## Этимология
Название Мани может происходить от названия франкского замка Ле Гран Магне. Более вероятно, что Мани происходит от слова, которое означает “редкое и безлесное место”.

## География
Местность гористая и труднодоступная. До недавних пор до многих деревень Мани можно было добраться только по морю. Сегодня узкая и извилистая дорога тянется вдоль западного побережья от Каламаты до Ареополиса, затем на юг до Акротайнаро (остроконечный мыс, который является самой южной точкой континентальной Греции), прежде чем повернуть на север в сторону Йитиона. Другая дорога Пирей – Мани, которой пользуются общественный транспорт, существующая уже несколько десятилетий, идёт из Триполиса через Спарту, Йитион, Ареополис и заканчивается в порту Геролименас близ мыса Матапан. Мани традиционно делится на три региона:
- Экзо Мани (Έξω Μάνη) или Внешний Мани на северо-западе,
- Като Мани (Κάτω Μάνη) или Нижний Мани на востоке,
- Меса Мани (Μέσα Μάνη) или Внутренний Мани на юго-западе.

Четвёртый регион под названием Вардуния (Βαρδούνια) на севере также иногда включается, но исторически никогда не был частью Мани. Вардуния служила буфером между контролируемыми османской Турцией равнинами реки Эврот и Мани. Контингент албанских поселенцев-мусульман был переселён в этот регион османами. Эти поселенцы составляли значительную часть местного населения вплоть до греческой войны за независимость, когда они бежали отсюда. После войны греческое население Вардунии пополнилось поселенцами из Нижнего Мани и центральной Лаконии.
В административном отношении Мани в настоящее время разделён между префектурами Лакония (Като Мани, Меса Мани) и Месиния (Экзо Мани), на периферии Пелопоннеса, но в древние времена он полностью находился в пределах Лаконии, района, в котором доминировала Спарта. Месинский Мани (также называемый Апоскиадери, местное выражение, означающее «тенистый») получает несколько больше осадков, чем лаконский (называемый Просильяки, местное выражение, означающее «солнечный»), и, следовательно, более продуктивен в сельском хозяйстве. У маниотов из нынешнего месинского Мани фамилии равномерно заканчиваются на -эас, тогда как у маниотов из нынешнего лаконского мани фамилии заканчиваются на -акос; кроме того, есть окончание -оггонас, искажение эггоноса, «внук».

## История
В карстовом пещерном комплексе Апидима полуострове Мани найдены два неполных черепа, обладающие рядом черт, свойственных ранним представителям неандертальской ветви. По уточнённым данным неандертальский череп Апидима 2 (ΛΑΟ1/Σ2) уран-ториевым методом датируется возрастом примерно 170 тысяч лет назад, второй череп Апидима 1 (ΛΑΟ1/Σ1), по мнению Хриса Стрингера и Катерины Гарвати, обладает рядом черт, характерных для ранних Homo sapiens (похож на египетский череп Назлет Хатер 2), и датируется возрастом около 210 тысяч лет назад. Французский антрополог М.-А. де Люмле описывает черепа из Апидимы как переходные между Homo erectus и неандертальцами. Неолитические останки были найдены во многих пещерах вдоль побережья Мани, в том числе в пещере Алепотрипа. 
Гомер упоминает о существовании ряда городов в Мани в его время, также были найдены некоторые артефакты микенского периода (1900 год до н.э. – 1100 год до н.э.). Этот район был занят дорийцами примерно в 1200 году до нашей эры и попал под контроль Спарты. После того, как власть Спарты была нарушена в III веке до нашей эры, Мани остался самоуправляющимся.
По мере того как Римская империя приходила в упадок, полуостров выходил из-под её контроля. Христианизация региона, хоть и была весьма поздней (маниоты сохраняли древнегреческую религию вплоть до XII века с момента, когда на полуостров в X веке отправился Никон Метаноит начав процесс христианизации), несколько смягчила местные нравы, хотя и не смогла разрушить клановости и уничтожить жестокий обычай кровной мести. В последующие столетия за полуостров воевали ромеи, франки и сарацины.
После Четвертого крестового похода в 1204 году нашей эры итальянские и французские рыцари (называемые грекам просто франки) оккупировали Пелопоннес и создали Ахейское княжество. Они построили крепости Мистра, Пассава, Густема (Бофорт) и Великая Майна. Этот район вернулся под власть Византии после 1262 года, войдя в состав деспотата Морея.
В 1460 году, после падения Константинополя, деспотат был захвачен османами. Мани не был покорён и сохранил своё внутреннее самоуправление в обмен на ежегодную дань, хотя и она практически никогда не выплачивалась. Местные вожди или беи управляли Мани от имени османских султанов.
Первым беем был Лимберакис Геракарис в XVII веке. Бывший гребец венецианского флота, ставший пиратом, он был схвачен османами и приговорен к смерти. Великий визирь простил его при условии, что он возьмёт под свой контроль Мани в качестве представителя власти Османской империи. Геракарис согласился, воспользовавшись возможностью отомстить семье Манио Стефанопулосов, с которой его семья сильно враждовала: он осадил их резиденцию в Итилоне, захватил 35 из них и казнил. За время своего двадцатилетнего правления он периодически менял верность лаврируя между венецианцами и турками.
После провала восстания в 1776 году автономный статус Мани был признан Портой, и в течение следующих 45 лет, вплоть до начала Греческой войны за независимость в 1821 году, восемь беев правили полуостровом от имени Порты:
- Цанетос Кутуфарис (1776–1779 годы)
- Михалби Трупакис (1779–1782 годы)
- Цанетос Капетанакис Григоракис (1782–1798 годы)
- Панайотис Кумундурос (1798–1803 годы)
- Антонбей Григоракис (1803–1808 годы)
- Константинос Зервакос (1808–1810 годы)
- Теодороби Цанетакис (1811–1815 годы)
- Петрос Мавромихалис (1815–1821 годы)

Однако османская власть не могла должным образом контролировать Мани, горы стали оплотом клефтов, бандитов, которые также сражались против османов. Существуют также свидетельства значительной эмиграции маниотов на Корсику в годы Османской империи. Петрос Мавромихалис, последний бей Мани, был одним из лидеров греческой войны за независимость. Он провозгласил начале войны за независимость Греции в Ареополисе 17 марта 1821 года. Маниоты внесли большой вклад в борьбу, но как только Греция стала независимой, они захотели сохранить местную автономию. Во время правления Иоанниса Каподистрии они яростно сопротивлялись попыткам его правительства подчинить регион и заставить местное население платить налоги и служить в армии, вплоть до того, что Каподистрия был убит.
В 1878 году греческое правительство сократило местную автономию, и этот район постепенно превратился в захолустье; многие жители покинули данную территорию в результате эмиграции, причём большинство из тех кто уехал отправились в крупные греческие города, а также в Западную Европу и США. Только в 1970-х годах, когда строительство новых дорог поддержало рост туристической индустрии, Мани начал восстанавливать численность населения и становиться процветающим.

## Экономика
Несмотря на засушливость региона, Мани известен своими уникальными кулинарными продуктами, такими как глина или сиглино (свинина или свиная колбаса, копчёная с ароматическими травами, такими как тимьян, орегано, мята и т.д., и хранящаяся в сале вместе с апельсиновой цедрой). Мани также известенодним из лучших в мире оливковым маслом первого отжима, полученным мягким отжимом из частично созревших оливок сорта Коронейки, которые выращиваются на горных террасах. Местный мёд также достаточно хорошего качества.
Сегодня прибрежные деревни Мани полны кафе и сувенирных лавок. Полуостров привлекает посетителей своими ромейскими церквями, франкскими замками, песчаными пляжами и пейзажами. Некоторые популярные пляжи летом – Калогрия и пляжи у гавани Ступа, в то время как в Кардамили и Агиос Николаосе также есть хорошие галечные и песчаные пляжи. Древние дома-башни Мани (пиргоспита) являются важными туристическими достопримечательностями, а некоторые предлагают жилье для посетителей. Пещера Влихада в Пиргос-Диру, недалеко от Итилона, также является популярным туристическим направлением. Поскольку они частично находятся под водой, посетители совершают экскурсию по ним на лодках, похожих на гондолы.
Гитион, Ареополиc, Кардамили и Ступа заполнены туристами в летние месяцы, но зимой в регионе, как правило, тихо. Многие жители работают фермерами по выращиванию оливок и посвящают зимние месяцы сбору урожая и переработке оливок. Некоторые деревни в горах менее ориентированы на туристов, и в них часто очень мало жителей.

## Религия
Христианизация произошла достаточно поздно у маниотов: греческий монах по имени Никон Метаноит был уполномочен Церковью в X веке (900-е годы н.э.) распространять христианство в таких областях, как Мани и Цакония, которые оставались языческими, первые древнегреческие храмы начали преобразовываться в христианские церкви в XI веке.
Святой Никон был послан в Мани во второй половине X века, чтобы проповедовать христианство маниотам. Хотя маниоты начали обращаться в христианство столетие назад благодаря проповеди Никона, потребовалось более 200 лет, то есть до XI-го и XII-го веков, чтобы маниоты полностью приняли христианство. После своей канонизации православной церковью Святой Никон стал покровителем Мани, а также Спарты.
Патрик Ли Фермор писал о маниотах: «Отгороженные от внешнего влияния своими горами, маниоты-полутроглодиты сами были последними из обращённых греков. Они отказались от старой религии Греции только в конце IX века. Удивительно помнить, что этот скалистый полуостров, расположенный так близко к сердцу Леванта, откуда исходит христианство, должен был быть крещён на целых три столетия позже после прибытия Св. Августина в далеком Кенте».

## Галерея

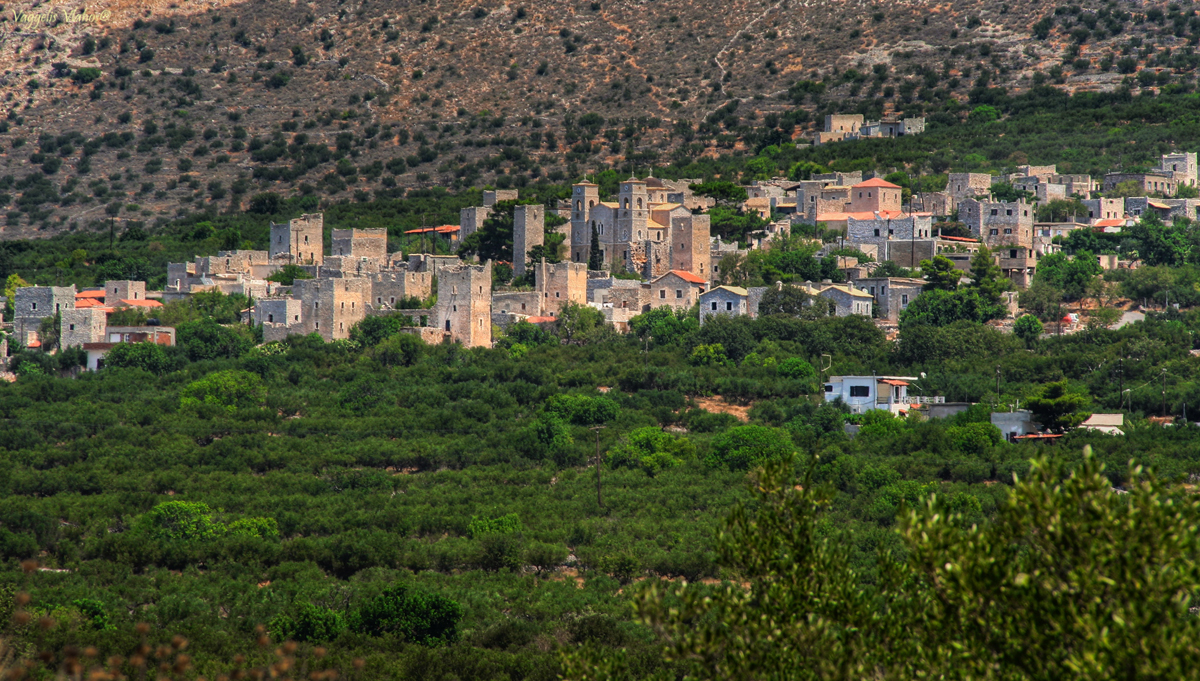
Дома-башни в Скутари
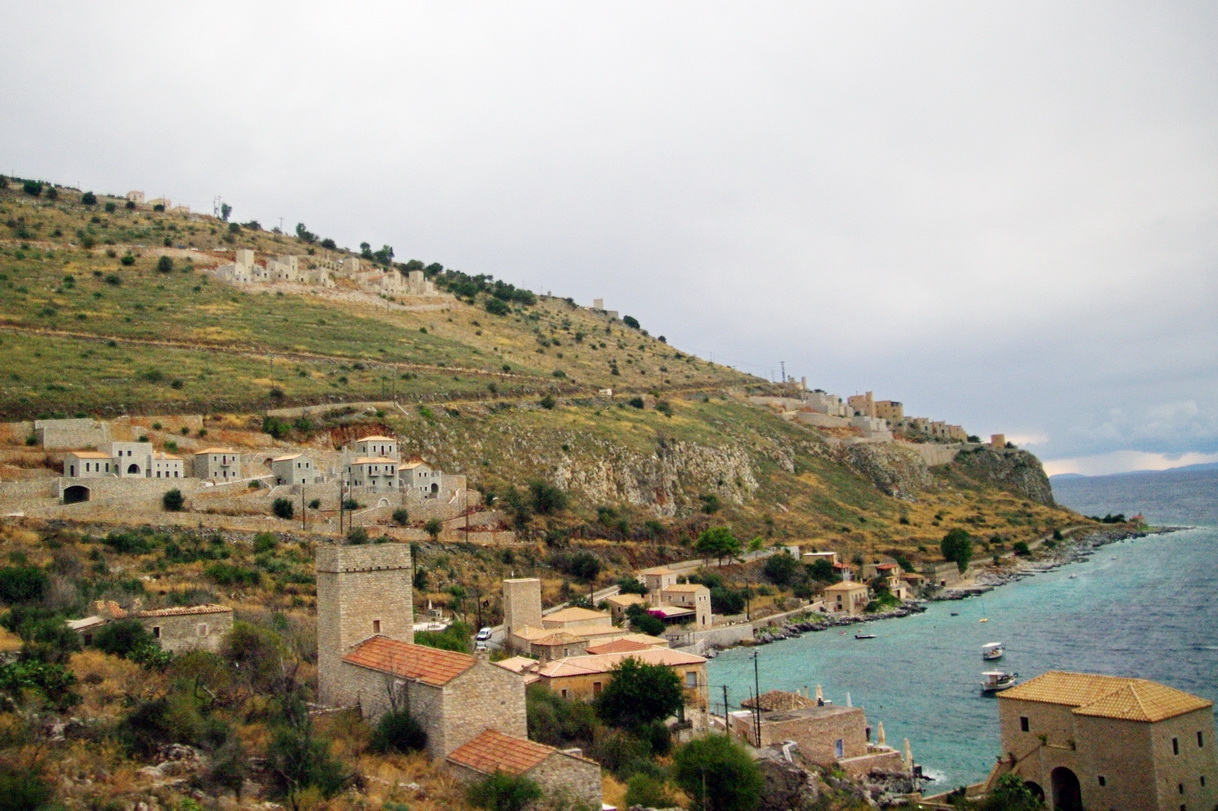
Итилон
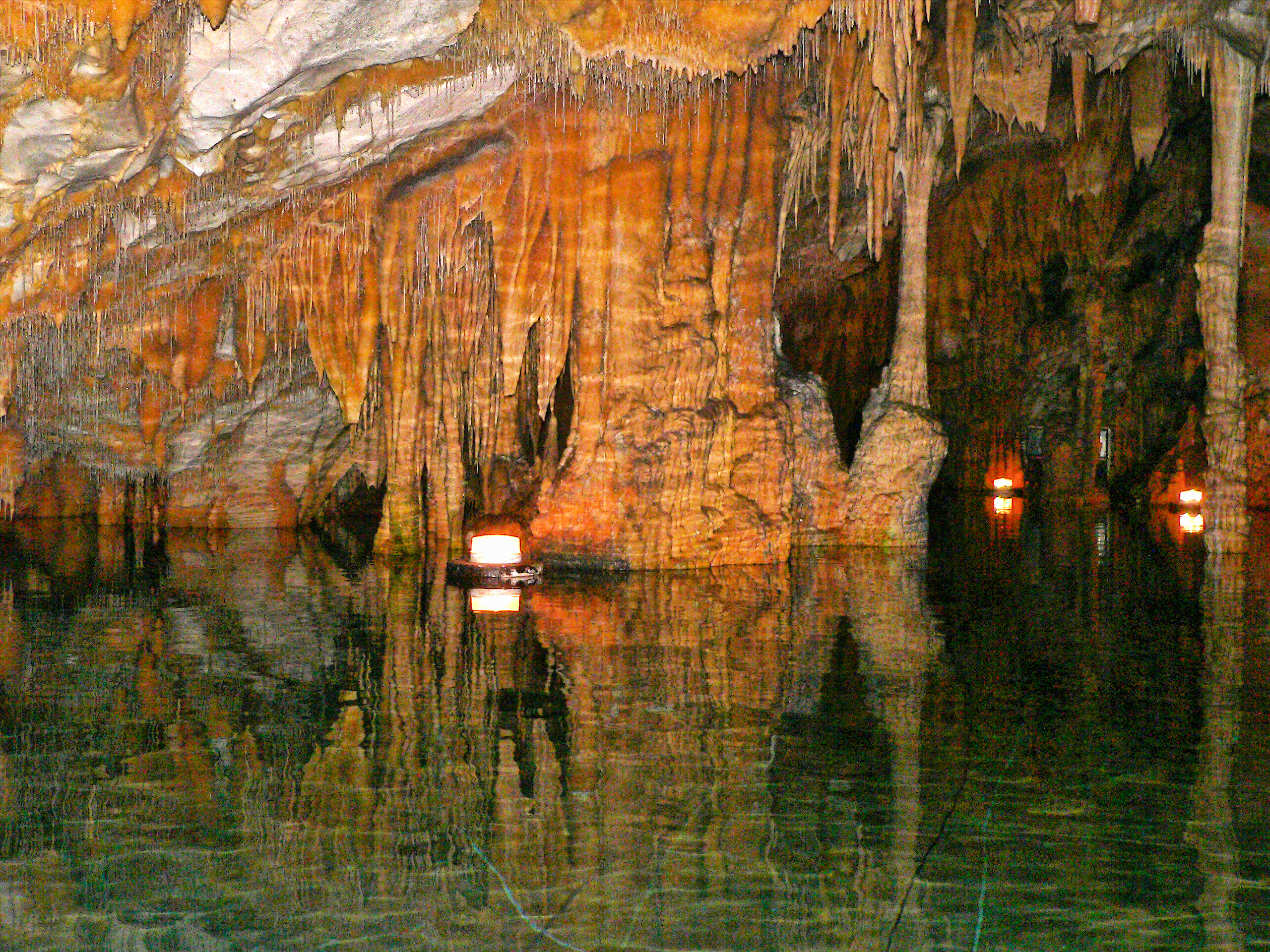
Пещера Дирос
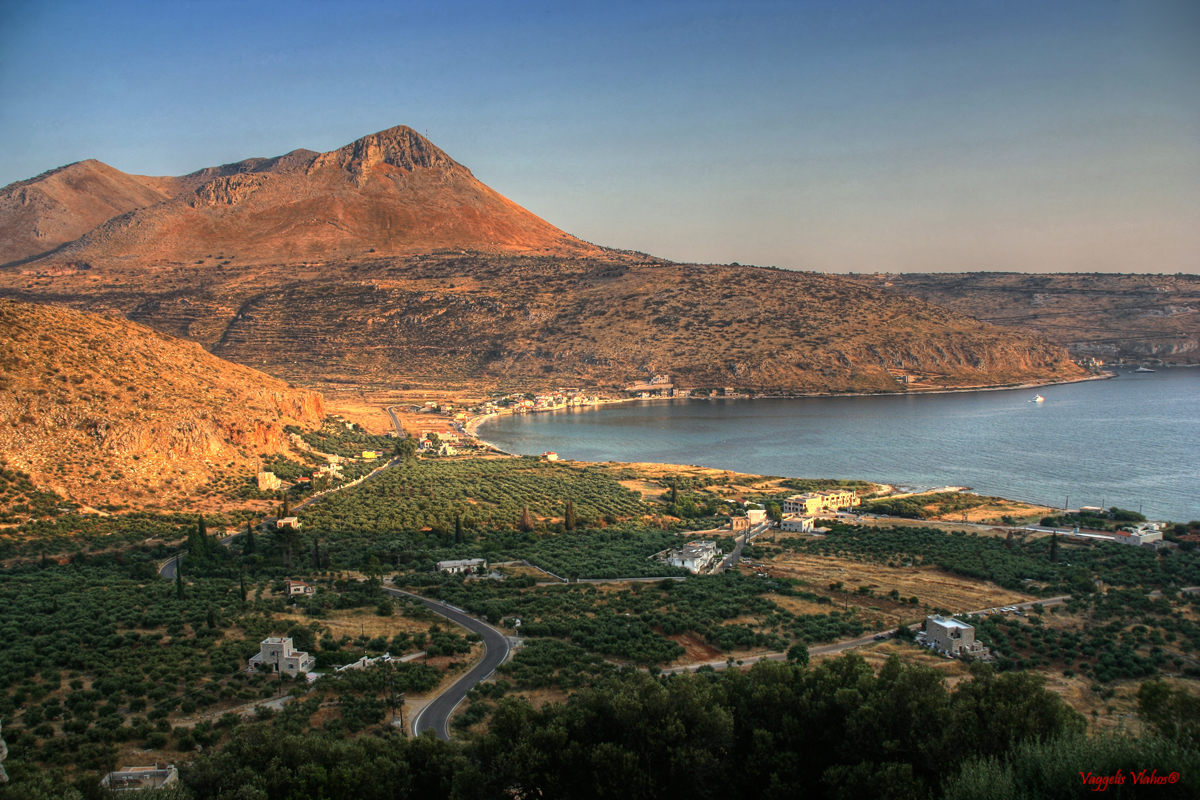
Пейзажи Мани
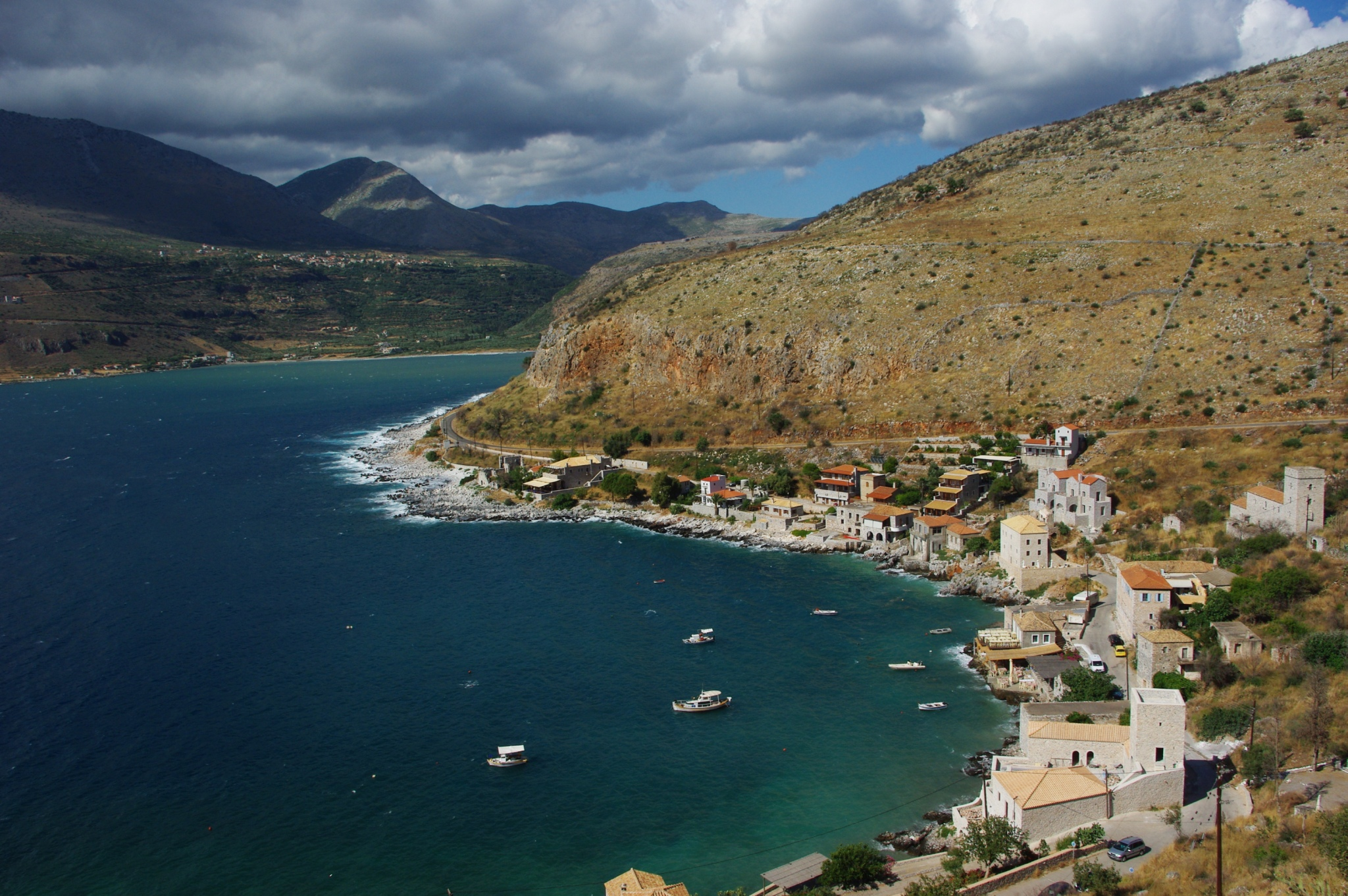
Лимани (порт) Ареополиса
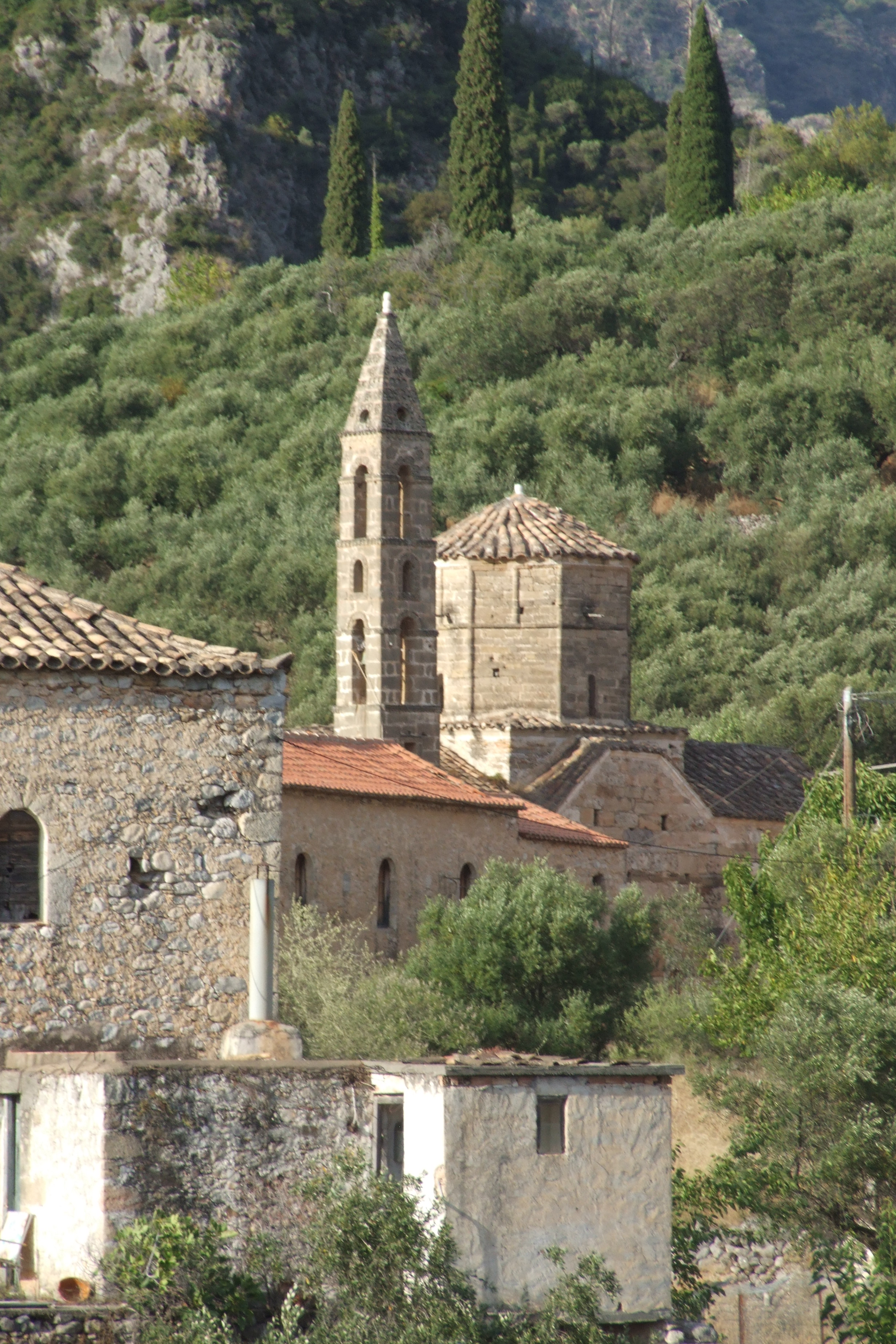
Церковь Святого Спиридона в Кардамили
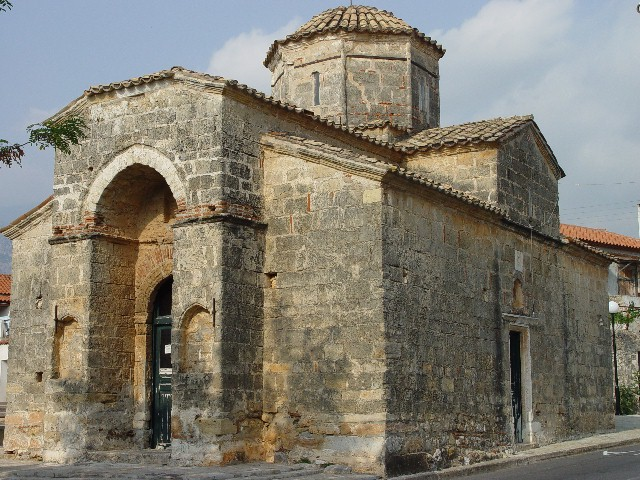
Ромейская церковь Святых Феодоров в Камбосе